# Tzedakah

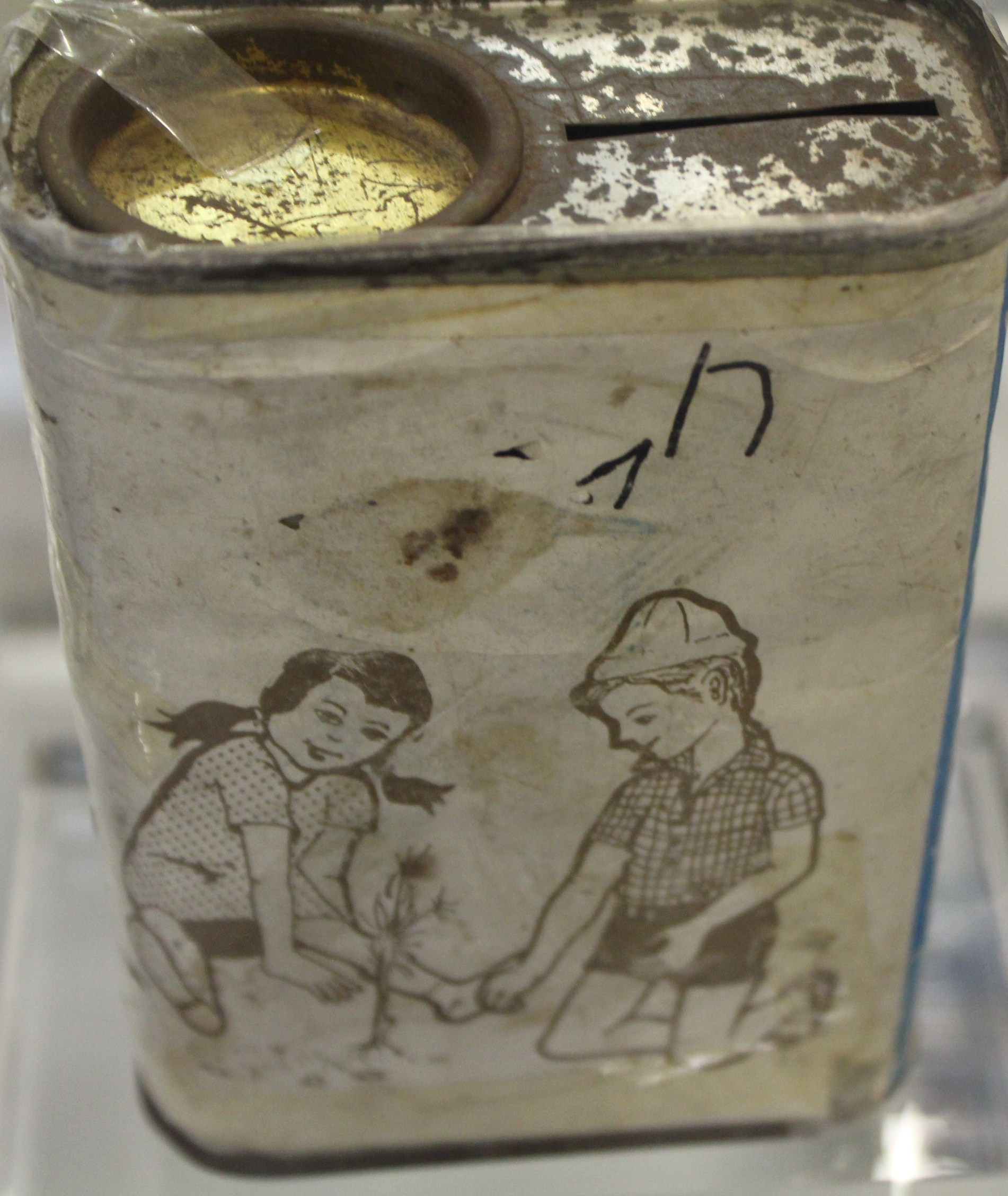
Tzedakah box.

Tzedakah (en hebreu: צדקה) és el concepte de justícia social en el judaisme. És un dels preceptes (mitsvot) més importants del judaisme, la tradició indica que al costat de la teixuvà (el penediment) i la tefilà (l'oració) és una de les accions humanes capaces de revertir els decrets divins.

## Tzedakah i justícia
Si bé el mot tzedakah és usualment traduït com a "caritat", l'arrel de la paraula hebrea la connecta amb el terme justícia o rectitud (tzedek). El capítol 19 de Levític estableix que "I quan seguéssiu els camps de la vostra terra, no acabaràs de segar el racó del teu camp, i les espigues verdes en collir el teu camp, no colliràs; ni els grans de raïm de la teva vinya no colliràs; per al pobre i per al pelegrí els deixaràs; Jo sóc l'Etern, el vostre Déu.". La intenció és oferir-li al necessitat una forma digna de guanyar el seu aliment, sense posar-lo en la necessitat de pregar per una almoina, i aquest és un dels principis que guien al precepte de la "Tzedakah".
En aquest sentit, el concepte de tzedakah es distingeix del concepte de "caritat" en què la caritat és atorgada quan el filantropista està en condicions emocionals i econòmiques de donar, mentre que la tzedakah és una obligació ordenada per Déu a tots els jueus. Fins i tot una persona pobre no està exempte de complir el precepte.

## Nivells de tzedakah
Maimònides, en la seva obra Mixné Torà, estableix vuit nivells de tzedakah, en ordre decreixent:
1. Donar-li treball a una persona (o atorgar-li un préstec perquè iniciï un negoci), de forma tal que no depengui la tzedakah en el futur. Qui dona aquest tipus de tzedakah ajuda al seu proïsme no només en l'immediat sinó a llarg termini. Hi ha quatre subnivells:
  1. Donar-li treball a un necessitat, o ajudar-ho a aconseguir un.
  2. Establir una societat amb el necessitat (és inferior a l'anterior, ja que posa al receptor en una condició d'inferioritat, ja que ho faria sentir que no va aportar prou).
  3. Atorgar un préstec.
  4. Atorgar un regal.
2. Donar anònimament sense conèixer la identitat del receptor.
3. Donar anònimament coneixent la identitat del receptor.
4. Donar públicament a un receptor anònim.
5. Donar abans que se li demani.
6. Donar per sota de les possibilitats d'un després que se li demani.
7. Donar voluntàriament, però menys per sota de les possibilitats d'un.
8. Donar de mala manera.